# Hervé de Lyrot
Le comte Hervé de Lyrot est un banquier et un homme politique français né le 26 mai 1885 à Montmorency (Seine-et-Oise) et décédé le 21 juin 1956 à Paris.

## Biographie
Descendant de François de Lyrot, petit-fils de Mieczysław Epstein et gendre de Auguste Dreyfus à la suite de son mariage avec sa fille Émilie, Hervé de Lyrot entre en politique en 1932 en se présentant aux élections législatives en Ille-et-Vilaine (domicilié alors au château du Val en Saint-Didier) comme candidat républicain « anticartelliste ». 
Élu, il rejoint le groupe parlementaire des proches d'André Tardieu, le Centre républicain, puis, après sa réélection en 1936, le groupe des Indépendants républicains, plus conservateur.
Partisan du rapprochement de la France avec les États d'Amérique du Sud - sa belle-famille possédait d'importants intérêts industriels au Pérou - il est également rapporteur d'un projet de loi visant à accorder le droit de vote aux femmes, qui « partagent les mêmes peines, les mêmes risques et les mêmes souffrances que les hommes » et qui devraient donc « être mises sur le même plan sur le terrain législatif » et demande une intervention très énergique auprès du Sénat, qui refuse obstinément le suffrage féminin, qui ne sera accordé par Charles de Gaulle qu'après 1945.
Le 10 juillet 1940 il ne prend pas part au vote sur la remise des pleins pouvoirs au Maréchal Pétain; il ne retrouve pas de mandat parlementaire après le conflit.

## Sources
- « Hervé de Lyrot », dans le Dictionnaire des parlementaires français (1889-1940), sous la direction de Jean Jolly, PUF, 1960 [détail de l’édition]